# George C. Parker

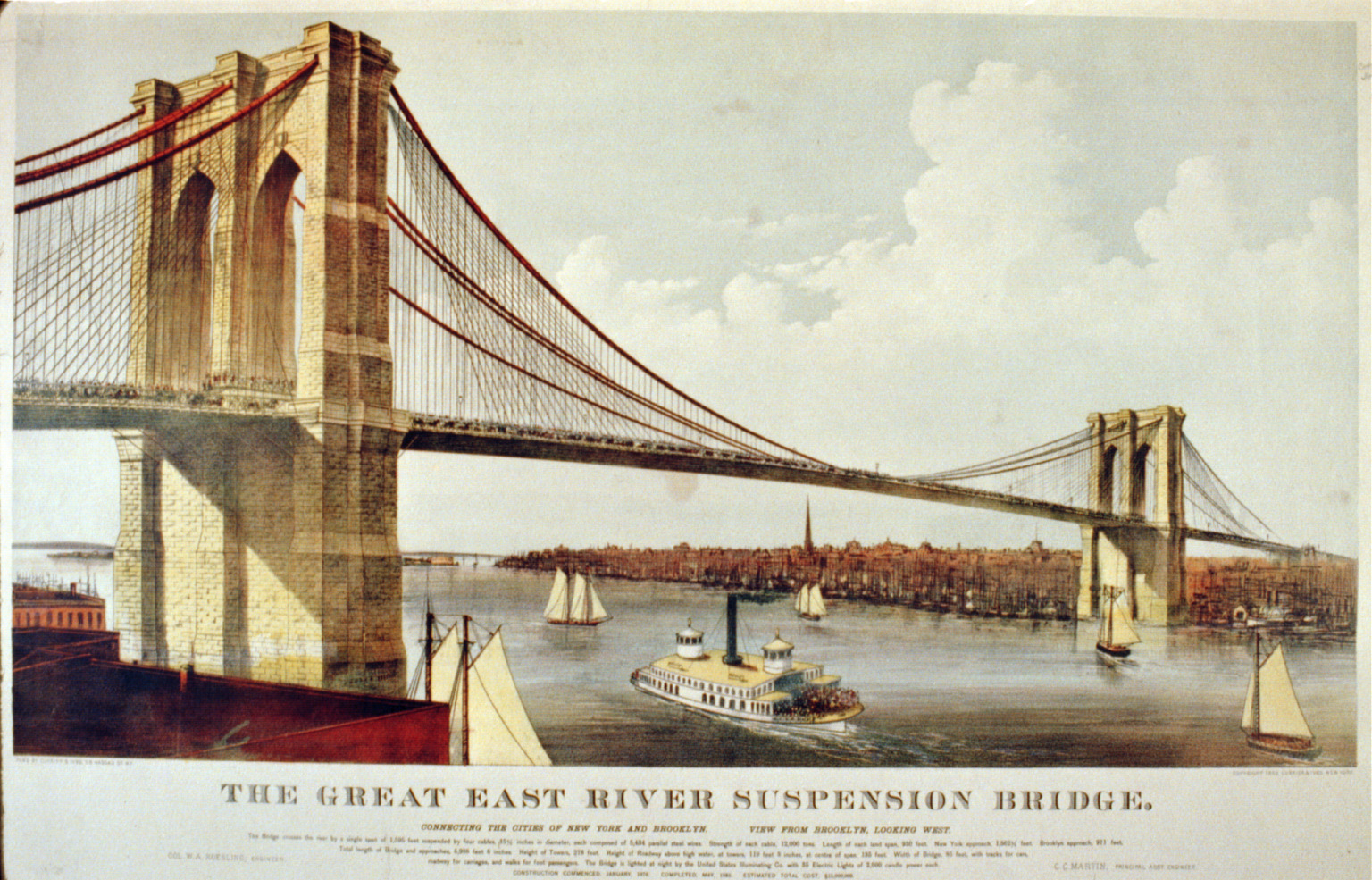
Die New Yorker Brooklyn Bridge, Parkers beliebtestes Verkaufsobjekt (Abbildung aus dem Jahr 1877)

George C. Parker (* 1860; † 1936) war ein US-amerikanischer Betrüger und Fälscher. Wegen seiner Vorgehensweise gilt er bis heute als einer der unverfrorensten Gauner in der Geschichte der Vereinigten Staaten. Er bestritt seinen Lebensunterhalt mit dem „Verkauf“ von New Yorker Sehenswürdigkeiten an unvorsichtige und naive Touristen oder Immigranten. Sein Lieblingsobjekt war die eindrucksvolle Brooklyn Bridge, die er über Jahre hinweg etwa zweimal pro Woche verkaufte. Er überzeugte seine „Klienten“, dass sie mit dem Brückenzoll ein Vermögen machen könnten. Mehr als einmal musste die Polizei eingreifen, als neue „Besitzer“ auf der Brücke Mautstationen zu errichten versuchten.

## Kriminelle Karriere
Neben der Brooklyn Bridge bot Parker auch die Mehrzweck-Sportarena Madison Square Garden, das Metropolitan Museum of Art, das General Grant National Memorial (das Nationaldenkmal für den Oberbefehlshaber des US-Heeres im Sezessionskrieg, Ulysses Simpson Grant, 1822–1885), und auch die Freiheitsstatue zum Verkauf an.
Parker hatte viele verschiedene Verkaufsmethoden. Wenn er das Grant Memorial verkaufte, gab er sich als Grants Enkel aus. Er besaß sogar ein eigenes Büro, um bei seinen Immobilien-Schwindeleien einen seriösen Eindruck zu erzeugen, und er konnte beeindruckende Dokumente – die er eigenhändig gefälscht hatte – vorlegen, um nachzuweisen, dass er tatsächlich der rechtmäßige Eigentümer der zum Verkauf stehenden Immobilie sei. Er verkaufte auch mit Erfolg mehrere Shows und Theaterstücke, ohne daran irgendein Eigentumsrecht zu haben.

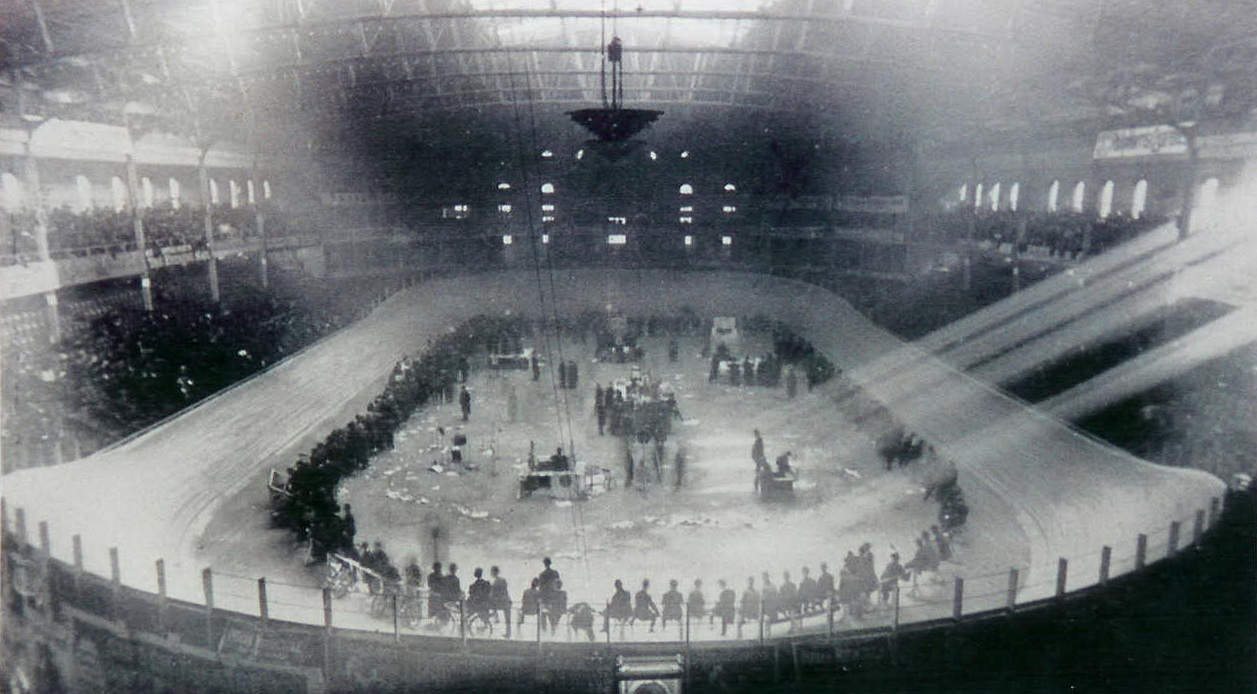
Madison Square Garden (1907)
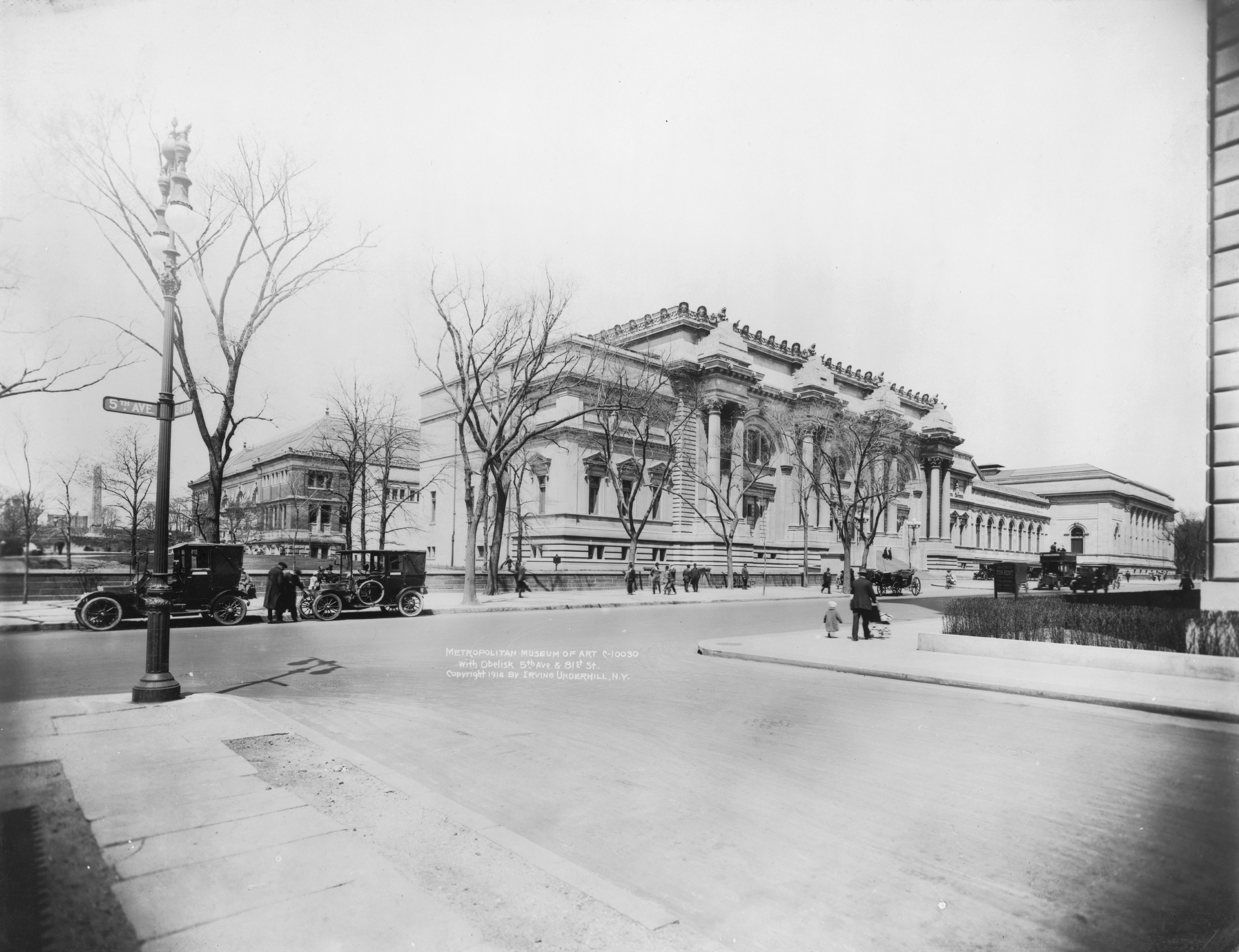
Metropolitan Museum of Art (um 1914)
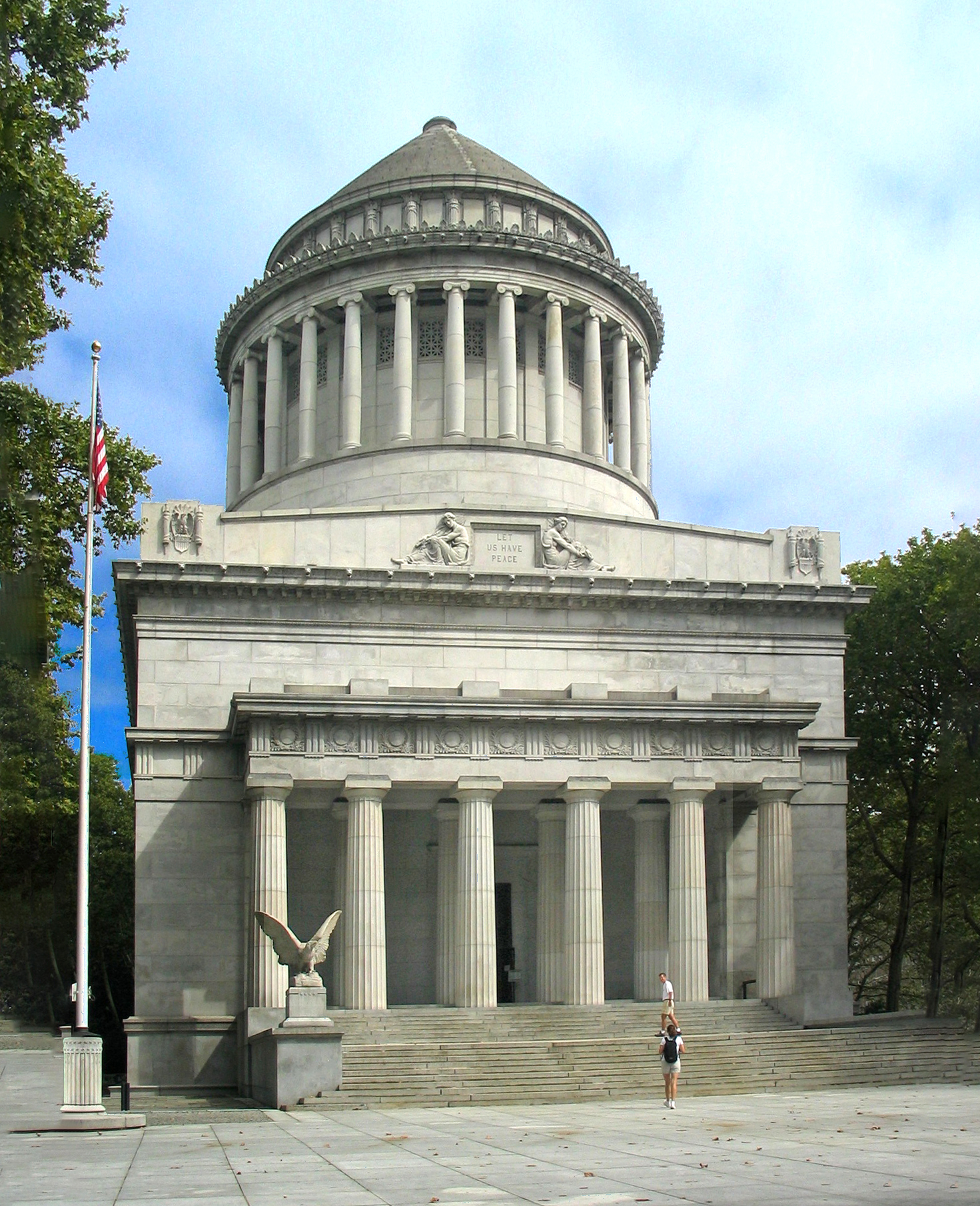
General Grant National Memorial
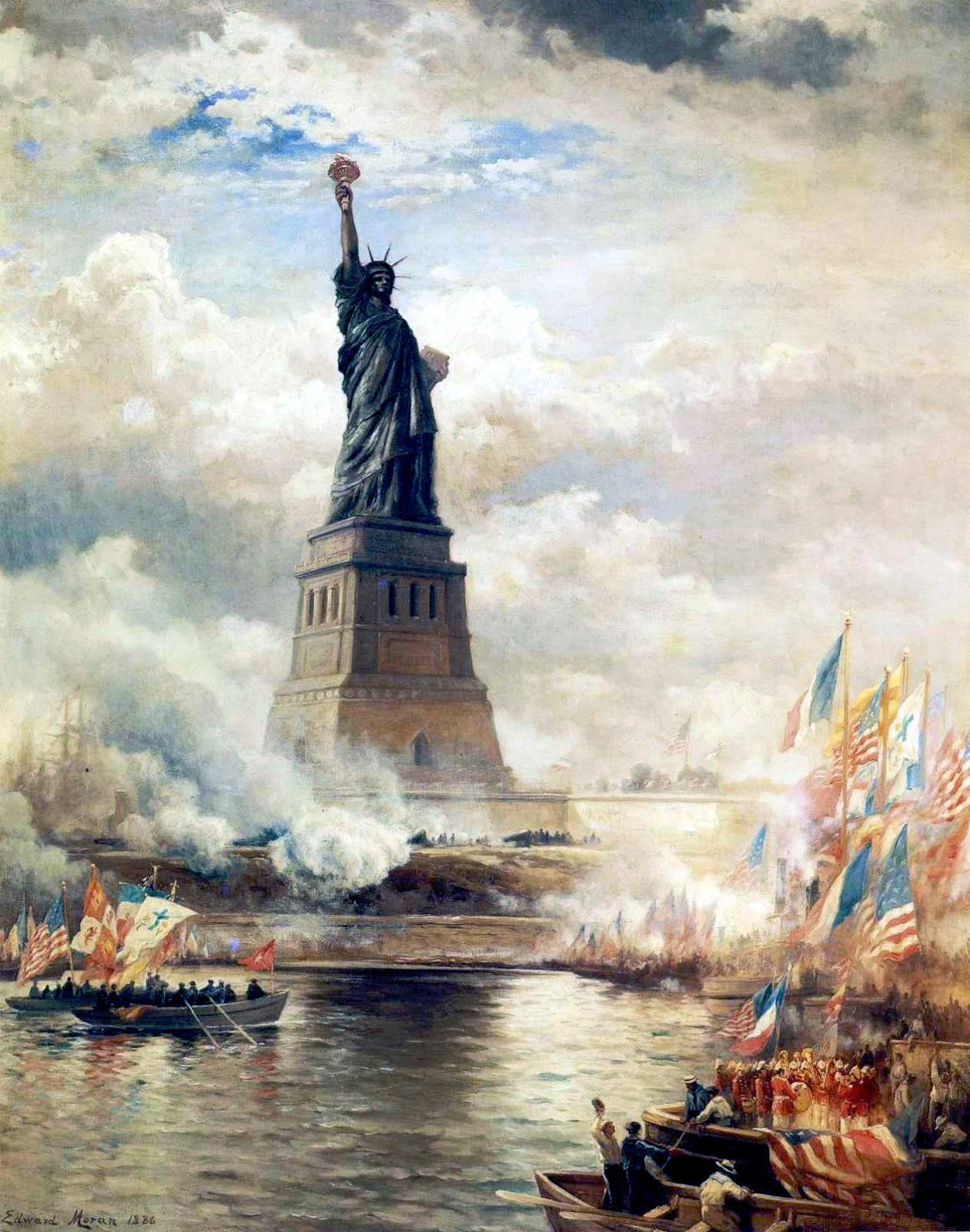
Die Freiheitsstatue (Gemälde  von Edward Moran)

## Verurteilungen

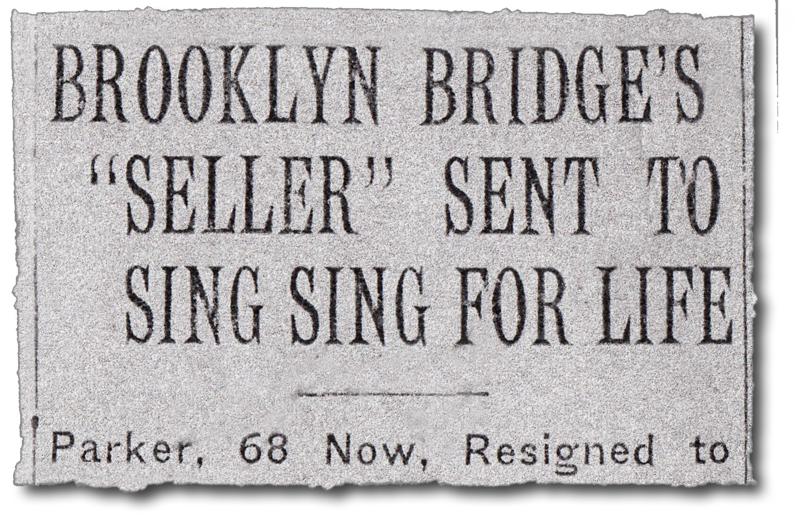
„Verkäufer“ der Brooklyn Bridge wird lebenslänglich nach Sing Sing geschickt (New York Times, 23. November 1928)

Parker wurde dreimal wegen Betrugs verurteilt. Nach seiner dritten Verurteilung Ende 1928 verurteilte ihn ein Richter namens McLaughlin am Gerichtshof des Kings County zu lebenslanger Haft in Sing Sing, wo Parker  die letzten acht Jahre seines Lebens verbrachte.
Er war unter den Wachen und bei den Mitgefangenen gleichermaßen beliebt, die er mit Geschichten seiner Gaunereien unterhielt.

## Öffentliche Wahrnehmung

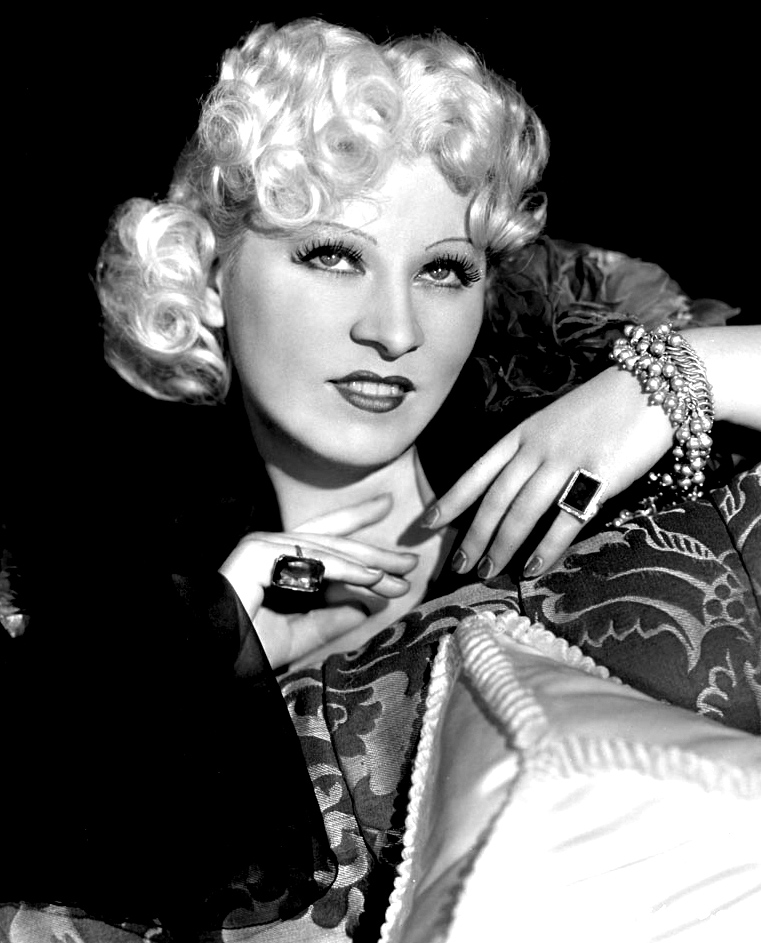
Mae West (1936)

Parker gilt als einer der erfolgreichsten Betrüger in der Geschichte der Vereinigten Staaten sowie als einer der talentiertesten Fälscher aller Zeiten. Seine „Heldentaten“ fanden Einzug in die Populärkultur, was zu Sätzen wie “… and if you believe that, I have a bridge to sell you” („… und wenn du das glaubst, kann ich dir auch noch eine Brücke verkaufen“) geführt hat, was so viel bedeutet, dass jemand extrem naiv und leichtgläubig ist.
1937, ein Jahr nach dem Tod von Parker, erschien die amerikanische Filmkomödie Jeder Tag ein Feiertag mit Mae West in der Hauptrolle. Der Film nimmt das Thema des schlitzohrigen Brückenverkaufs auf und West spielt darin die Trickbetrügerin Peaches O’Day, die 1899 ihre Reize einsetzt, um einem naiven Mann die Brooklyn Bridge für 200 US-Dollar – mit Quittung “One bridge in good condition.” (deutsch: „Eine Brücke in gutem Zustand.“) – zu verkaufen.